# Wilkowo (Ostrowy)
Wilkowo – część wsi Ostrowy w Polsce położona w województwie mazowieckim, w powiecie sierpeckim, w gminie Gozdowo. Dawniej samodzielna wieś i gromada w gminie Białyszewo.